# Kerguelen
Quần đảo Kerguelen (trong tiếng Pháp thường gọi là Îles Kerguelen hay Archipel de Kerguelen song tên chính thức là Archipel des Kerguelen hay Archipel Kerguelen, phát âm tiếng Pháp: [kɛʁɡeˈlɛn]), cũng được gọi là Quần đảo Cô độc, là một nhóm đảo tại phía nam Ấn Độ Dương tạo thành một trong hai phần nổi lên của cao nguyên Kerguelen, một cao nguyên gần như toàn bộ chìm dưới mặt biển. Quần đảo cùng với Đất Adélie, quần đảo Crozet và Amsterdam và Saint Paul là một phần của Vùng đất phía Nam và châu Nam Cực thuộc Pháp và tạo thành một đơn vị hành chính riêng biệt. Quần đảo không có cư dân bản địa, song nước Pháp duy trì sự hiện diện thường xuyên của từ 50 đến 100 nhà khoa học, kĩ sư và nhà nghiên cứu tại đây.

## Lịch sử
Quần đảo được khám phá lần đầu bởi nhà hàng hải người Bretagne là Yves-Joseph de Kerguelen de Trémarec vào ngày 12 tháng 2 năm 1772. Ngày hôm sau Charles de Boisguehenneuc đã đặt chân lên đảo và tuyên bố hòn đảo thuộc về vương quyền của nước Pháp.
Ngay sau phát hiện này, quần đảo thường xuyên được những người săn cá voi và hải cẩu tiếp cận (chủ yếu là người Anh, Mỹ và Na Uy), điều này đã khiến hai loài gần như tuyệt chủng trên quần đảo. Sau khi kết thúc thời săn cá voi và hải cẩu, hầu hết các loài trên đảo đã có thể phục hồi số lượng cá thể. Từ 1825-1827, người săn hải cẩu người Anh John Nunn cùng ba thủy thủ khác đã bị đắm tàu tại Kerguelen.
Trong quá khứ, một số cuộc thám hiểm đã giành một khoảng thời gian ngắn ngủi để viếng thăm hòn đảo, trong đó có thể kể đến Thuyền trưởng James Cook vào năm 1776. Từ 1874–1875, các nhà thám hiểm Anh, Đức và Mỹ đã viếng thăm Kerguelen để quan sát hiện tượng Sao Kim đi qua (mặt trời).

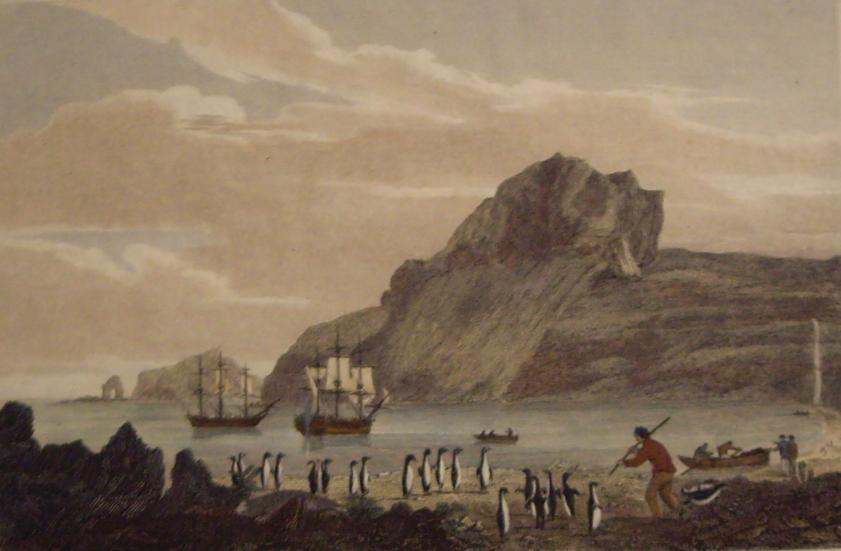
Cảng Christmas, đảo Kerguelens, từ năm 1811 bởi George Cooke.

Năm 1877, nước Pháp bắt đầu các hoạt động khai mỏ than trên quần đảo; tuy nhiên việc này đã bị bãi bỏ sớm sau đó.
Quần đảo Kerguelen, cùng với các đảo Amsterdam và St. Paul, và quần đảo Crozet chính thức bị Pháp thôn tính vào năm 1893, và được liệt vào vùng thuộc sở hữu của Pháp trong Hiến pháp năm 1924.
Tàu tuần dương Đức Atlantis đã ghé lại Kerguelen vào tháng 12 năm 1940. Trong thời gian họ lưu lại, phi hành đoàn đã thực hiện việc bảo dưỡng và bổ sung nguồn cung cấp nước. Tai ương đầu tiên của tàu trong chiến tranh xuất hiện khi thủy thủ Bernhard Herrmann, đã bị ngã khi đang sơn ống khói. Người lính này đã được chôn tại nơi và là phần mộ chiến tranh cực nam của người Đức trong Thế chiến II.
Kerguelen liên tục bị chiếm đóng từ năm 1950 với các nhóm nghiên cứu khoa học, và hiện nay có số lượng từ 50 đến 100 người ở thường xuyên. Quần đảo cũng có một trạm theo dõi vệ tinh của Pháp.
Cho đến năm 1955, quần đảo Kerguelen là một phần của thuộc địa Madagascar thuộc Pháp. Cùng năm đó, đảo trở thành Les Terres australes et antarctiques françaises (Vùng đất phía Nam và châu Nam Cực thuộc Pháp) và về mặt hành chính là một phần của Tỉnh hải ngoại Réunion. Đến năm 2004, lãnh thổ tiếp nhận 5 hòn đảo nhiệt đới gọi là les îles Éparses.

## Grande Terre

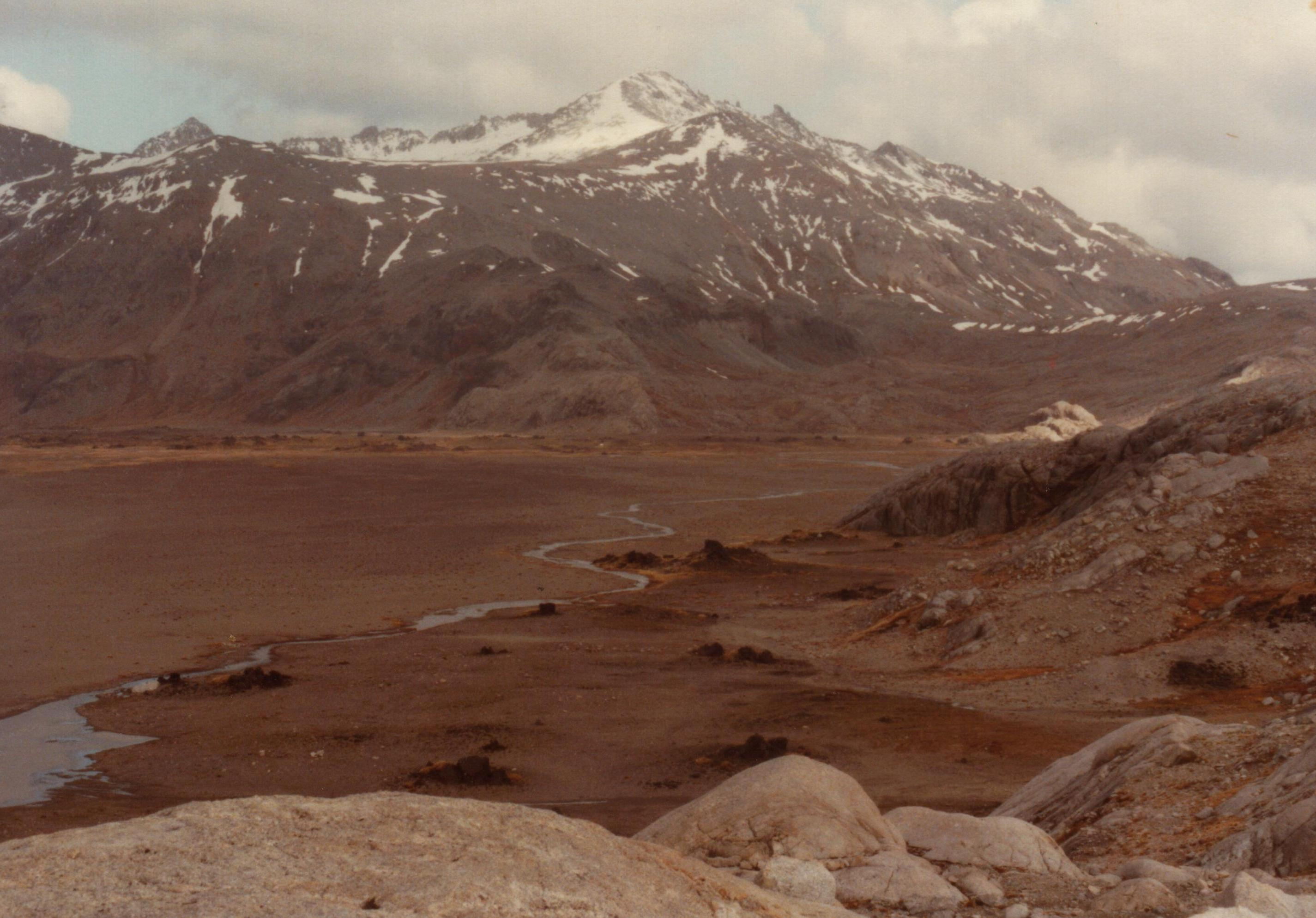
Péninsule Rallier du Baty

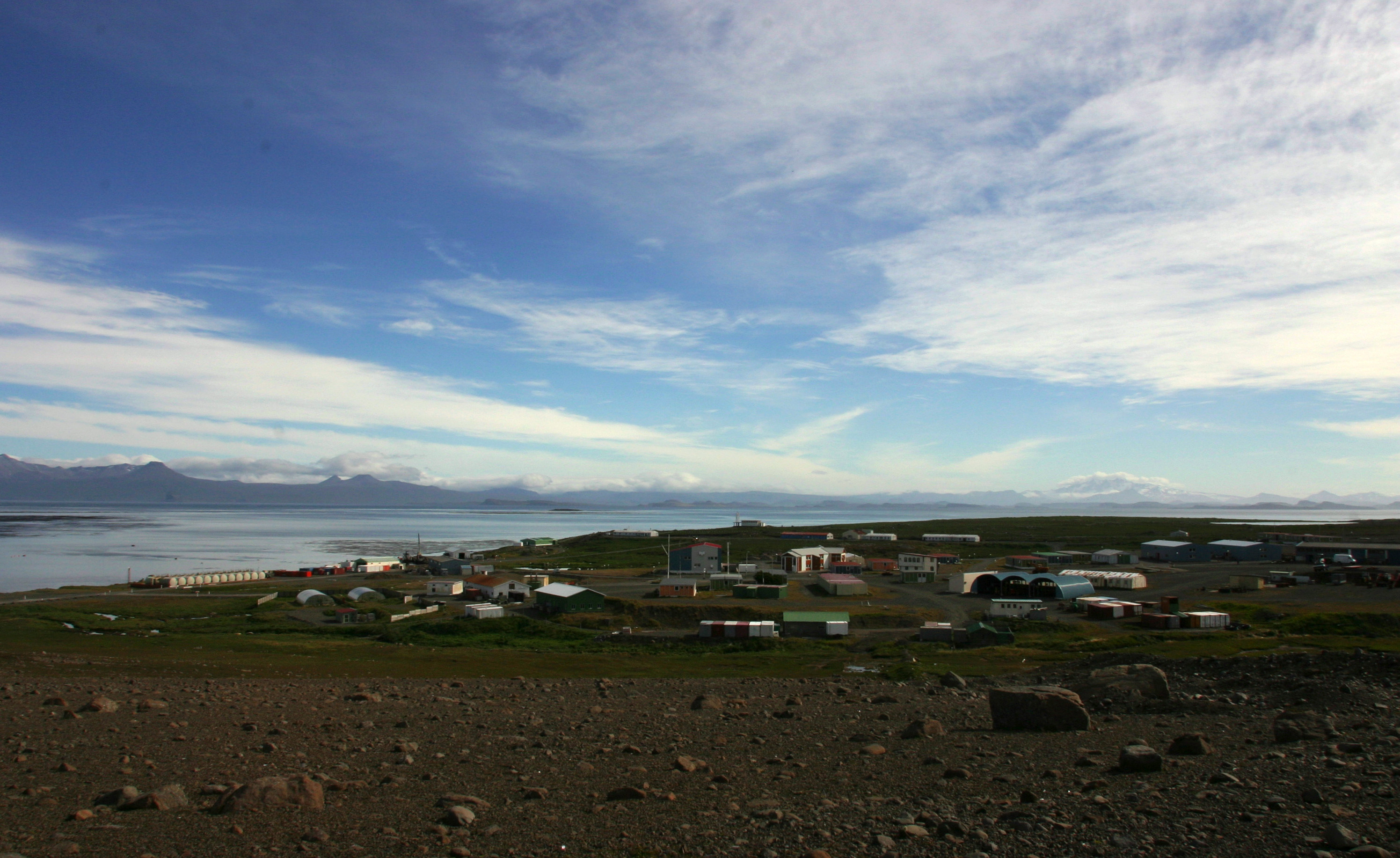
Port aux Français

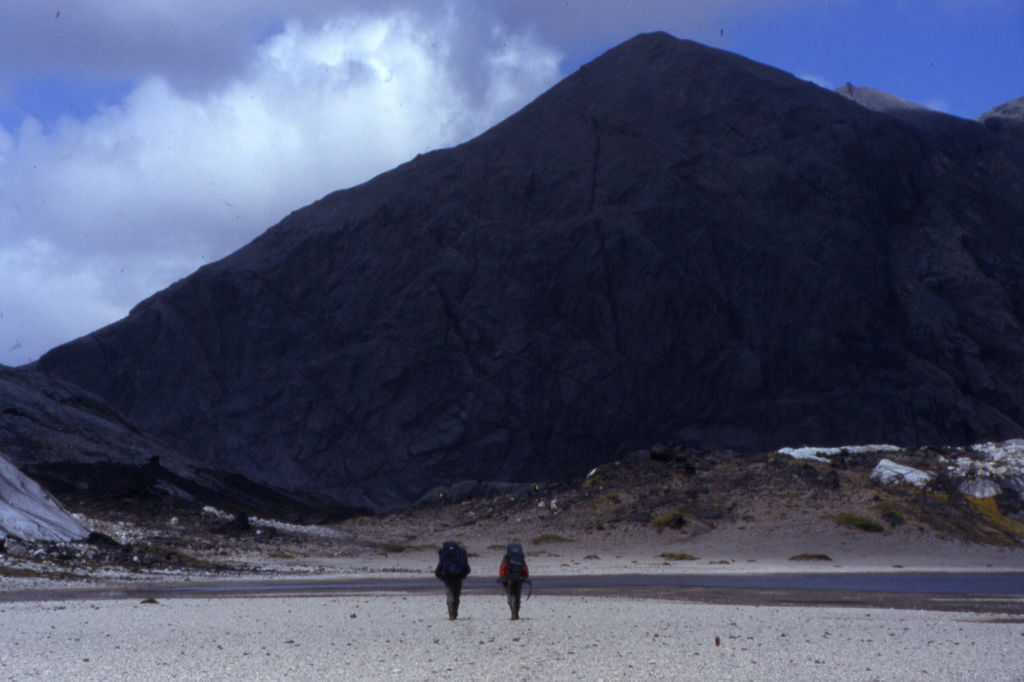
Dãy núi Hai Anh em (Monts des Deux Frères)

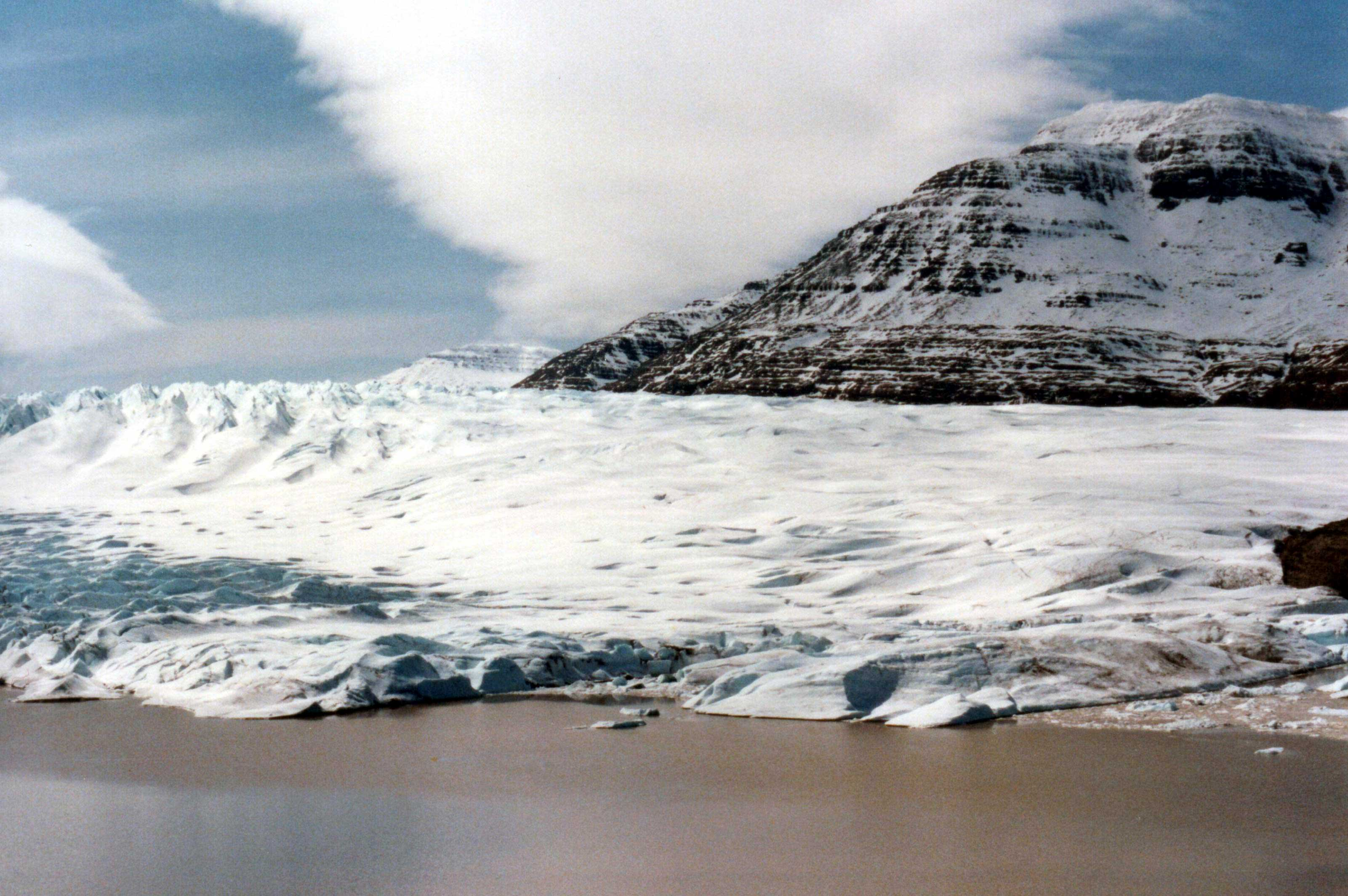
Sông băng Cook

Đảo chính của quần đảo được gọi là La Grande Terre. Đảo rộng 150 km từ đông sang tây và 120 km từ bắc xuống nam.
Căn cứ chính, cũng được gọi là "thủ phủ" của quần đảo, nằm dọc theo vùng bờ biển phía đông của vịnh Morbihan trên đảo Grande Terre với tọa độ 49°21′N 70°13′Đ / 49,35°N 70,217°Đ, và được gọi là Port-aux-Français. Cơ sở hạ tầng gồm các tòa nhà nghiên cứu khoa học, một trạm theo dõi vệ tinh, khu nhà ở, một bệnh viện, một thư viện, một phòng thể dục, một quán rượu, và nhà nguyện Notre-Dame des Vents.
Điểm cao nhất của quần đảo là Khối núi Galliéni (Pic du Grand-Ross), nằm dọc theo bờ biển phía nam quần đảo và có cao độ 1.850 mét. Sông băng Cook Glacier, sông băng lớn nhất nước Pháp, có diện tích xấp xỉ 403 km², nằm ở phần tây-trung của đảo. Tổng cộng, các sông băng tại quần đảo Kerguelen có diện tích trên 500 km². Grande Terre có nhiều vịnh, vịnh hẹp, vịnh nhỏ cũng như một số bán đảo và doi đất. Những điểm quan trọng nhất được liệt kê:
- Bán đảo Courbet
- Péninsule Rallier du Baty
- Péninsule Gallieni
- Péninsule Loranchet
- Péninsule Jeanne d'Arc
- Presqu'île Ronarc'h
- Presqu'île de la Société de Géographie
- Presqu'île Joffre
- Presqu'île du Prince de Galles
- Presqu'île du Gauss
- Presqu'île Bouquet de la Grye
- Presqu'île d'Entrecasteaux
- Presqu'île du Bougainville
- Presqu'île Hoche

## Đảo
- Île Foch ở phía bắc của quần đảo, tọa độ 49°0′N 69°17′Đ / 49°N 69,283°Đ, là đảo vệ tinh lớn nhất với diện tích 206,2 km². Điểm cao nhất có cao độ 687 m, được gọi là La Pyramide Mexicaine.
- Île Howe nằm cách bờ biển phía bắc của Ile Foch dưới 1 km, có diện tích ~54 km², là đảo vệ tinh quan trọng thứ hai của quần đảo Kerguelen 48°52′N 69°27′Đ / 48,867°N 69,45°Đ.
- Île Saint-Lanne Gramont, nằm ở phía tây Île Foch tại Golfe Choiseul. Đảo có diện tích 45,8 km². Điểm cao nhất trên đảo có cao độ 480 m (48°55′N 69°12′Đ / 48,917°N 69,2°Đ).
- Île du Port, nằm ở phía bắc Golfe des Baleiniers có tọa độ 49°11′N 69°36′Đ / 49,183°N 69,6°Đ, là đảo vệ tinh lớn thứ ba với diện tích 43 km², gần trung tâm đảo là điểm cao nhất với cao độ 340 m.
- Île de l'Ouest (bờ biển phía tây, diện tích khoảng 40 km², 49°21′N 68°44′Đ / 49,35°N 68,733°Đ)
- Île Longue (đông nam, diện tích khoảng 40 km² 49°32′N 69°54′Đ / 49,533°N 69,9°Đ)
- Quần đảo Nuageuses (tây bắc, bao gồm île de Croÿ, île du Roland, îles Ternay, îles d'Après, 48°37′N 68°44′Đ / 48,617°N 68,733°Đ)
- Île de Castries (48°41′N 69°29′Đ / 48,683°N 69,483°Đ)
- Quần đảo Leygues (bắc, bao gồm île de Castries, île Dauphine, 48°41′N 69°29′Đ / 48,683°N 69,483°Đ)
- Île Violette (49°07′N 69°40′Đ / 49,117°N 69,667°Đ)
- Île aux Rennes [cũng gọi là đảo Tuần lộc hay đảo Úc] (phía tây của Golfe du Morbihan, diện tích 36,7 km², cao độ 199 m, 49°27′N 69°51′Đ / 49,45°N 69,85°Đ)
- Île Haute (phía tây của Golfe du Morbihan, độ cao 321 m, 49°23′N 69°55′Đ / 49,383°N 69,917°Đ)
- Île Mayès (49°28′20″N 69°55′55″Đ / 49,47222°N 69,93194°Đ)

## Kinh tế
Các hoạt động chính tại quần đảo Kerguelen tập trung vào nghiên cứu khoa học – chủ yếu là khoa học Trái Đất và sinh vật học.
Bãi phóng tên lửa thăm dò trước đây ở phía đông Port-aux-Français 49°21′N 70°16′Đ / 49,35°N 70,267°Đ hiện có một radar SuperDARN.
Từ năm 1992, Centre National d'Études Spatiales (CNES) của Pháp đã đưa vào hoạt động một trạm theo dõi tên lửa và vệ tinh nằm cách 4 km về phía đông của Port-aux-Français. Có nhu cầu về một trạm theo dõi tại Nam bán cầu, và chính phủ Pháp đã quy định rằng nó cần phải nằm trên lãnh thổ Pháp, không phải là một nơi đông dân, một địa điểm nước ngoài như Australia hay New Zealand.
Các hoạt động nông nghiệp giới hạn với việc chăn nuôi cừu (xấp xỉ 3.500 cừu Bizet — một giống cừu có nguy cơ tuyệt chủng tại Mẫu quốc Pháp) trên đảo Longue để phục vụ cho những người đang cư ngụ tại căn cứ, cũng như một số lượng nhỏ các loài rau trong nhà kính ngay cạnh căn cứ. Ngoài ra còn có thỏ và cừu hoang cùng chim hoang dã.
Ngoài ra cũng có một số tàu thuyền đánh cá thuộc sở hữu của ngư dân trên đảo Réunion (một tỉnh hải ngoại của Pháp nằm cách xấp xỉ 3.300 km (2.100 dặm) về phía bắc) được cấp phép đánh cá trong Vùng đặc quyền kinh tế của quần đảo.

## Khí hậu
| Dữ liệu khí hậu của Port-aux-Français, Kerguelen                                 | Dữ liệu khí hậu của Port-aux-Français, Kerguelen | Dữ liệu khí hậu của Port-aux-Français, Kerguelen | Dữ liệu khí hậu của Port-aux-Français, Kerguelen | Dữ liệu khí hậu của Port-aux-Français, Kerguelen | Dữ liệu khí hậu của Port-aux-Français, Kerguelen | Dữ liệu khí hậu của Port-aux-Français, Kerguelen | Dữ liệu khí hậu của Port-aux-Français, Kerguelen | Dữ liệu khí hậu của Port-aux-Français, Kerguelen | Dữ liệu khí hậu của Port-aux-Français, Kerguelen | Dữ liệu khí hậu của Port-aux-Français, Kerguelen | Dữ liệu khí hậu của Port-aux-Français, Kerguelen | Dữ liệu khí hậu của Port-aux-Français, Kerguelen | Dữ liệu khí hậu của Port-aux-Français, Kerguelen |
| Tháng                                                                            | 1                                                | 2                                                | 3                                                | 4                                                | 5                                                | 6                                                | 7                                                | 8                                                | 9                                                | 10                                               | 11                                               | 12                                               | Năm                                              |
| -------------------------------------------------------------------------------- | ------------------------------------------------ | ------------------------------------------------ | ------------------------------------------------ | ------------------------------------------------ | ------------------------------------------------ | ------------------------------------------------ | ------------------------------------------------ | ------------------------------------------------ | ------------------------------------------------ | ------------------------------------------------ | ------------------------------------------------ | ------------------------------------------------ | ------------------------------------------------ |
| Cao kỉ lục °C (°F)                                                               | 22.6 (72.7)                                      | 22.3 (72.1)                                      | 20.6 (69.1)                                      | 23.0 (73.4)                                      | 16.8 (62.2)                                      | 14.5 (58.1)                                      | 13.4 (56.1)                                      | 14.4 (57.9)                                      | 15.8 (60.4)                                      | 19.1 (66.4)                                      | 21.3 (70.3)                                      | 21.6 (70.9)                                      | 23.0 (73.4)                                      |
| Trung bình ngày tối đa °C (°F)                                                   | 11.2 (52.2)                                      | 11.5 (52.7)                                      | 10.7 (51.3)                                      | 8.8 (47.8)                                       | 6.6 (43.9)                                       | 5.0 (41.0)                                       | 4.8 (40.6)                                       | 5.0 (41.0)                                       | 5.3 (41.5)                                       | 6.8 (44.2)                                       | 8.4 (47.1)                                       | 10.2 (50.4)                                      | 7.9 (46.2)                                       |
| Trung bình ngày °C (°F)                                                          | 7.2 (45.0)                                       | 7.5 (45.5)                                       | 7.0 (44.6)                                       | 5.6 (42.1)                                       | 3.7 (38.7)                                       | 2.4 (36.3)                                       | 2.0 (35.6)                                       | 2.0 (35.6)                                       | 2.2 (36.0)                                       | 3.3 (37.9)                                       | 4.7 (40.5)                                       | 6.3 (43.3)                                       | 4.5 (40.1)                                       |
| Tối thiểu trung bình ngày °C (°F)                                                | 4.1 (39.4)                                       | 4.3 (39.7)                                       | 3.7 (38.7)                                       | 2.6 (36.7)                                       | 0.9 (33.6)                                       | −0.3 (31.5)                                      | −0.8 (30.6)                                      | −0.8 (30.6)                                      | −0.7 (30.7)                                      | 0.4 (32.7)                                       | 1.6 (34.9)                                       | 3.1 (37.6)                                       | 1.5 (34.7)                                       |
| Thấp kỉ lục °C (°F)                                                              | −1.5 (29.3)                                      | −1.0 (30.2)                                      | −0.9 (30.4)                                      | −2.7 (27.1)                                      | −5.9 (21.4)                                      | −8.3 (17.1)                                      | −8.0 (17.6)                                      | −7.3 (18.9)                                      | −7.7 (18.1)                                      | −5.0 (23.0)                                      | −3.7 (25.3)                                      | −1.2 (29.8)                                      | −8.3 (17.1)                                      |
| Lượng Giáng thủy trung bình mm (inches)                                          | 48.9 (1.93)                                      | 45.5 (1.79)                                      | 59.4 (2.34)                                      | 67.0 (2.64)                                      | 69.0 (2.72)                                      | 56.2 (2.21)                                      | 65.1 (2.56)                                      | 66.7 (2.63)                                      | 65.3 (2.57)                                      | 54.6 (2.15)                                      | 52.6 (2.07)                                      | 57.6 (2.27)                                      | 707.9 (27.87)                                    |
| Số ngày giáng thủy trung bình                                                    | 16                                               | 13                                               | 17                                               | 18                                               | 19                                               | 20                                               | 21                                               | 22                                               | 21                                               | 20                                               | 18                                               | 18                                               | 223                                              |
| Số ngày mưa trung bình                                                           | 16                                               | 13                                               | 16                                               | 16                                               | 14                                               | 13                                               | 13                                               | 13                                               | 12                                               | 13                                               | 14                                               | 16                                               | 169                                              |
| Số ngày tuyết rơi trung bình                                                     | 1                                                | 0                                                | 2                                                | 4                                                | 6                                                | 10                                               | 11                                               | 13                                               | 12                                               | 11                                               | 7                                                | 2                                                | 79                                               |
| Số giờ nắng trung bình tháng                                                     | 188                                              | 159                                              | 147                                              | 114                                              | 94                                               | 71                                               | 84                                               | 105                                              | 126                                              | 151                                              | 175                                              | 186                                              | 1.600                                            |
| Nguồn 1: NOAA (normals 1961-1990)                                                |                                                  |                                                  |                                                  |                                                  |                                                  |                                                  |                                                  |                                                  |                                                  |                                                  |                                                  |                                                  |                                                  |
| Nguồn 2: Weatherbase (record high and low) (precipitation, snow, and rainy days) |                                                  |                                                  |                                                  |                                                  |                                                  |                                                  |                                                  |                                                  |                                                  |                                                  |                                                  |                                                  |                                                  |

## Động thực vật
Quần đảo là một phần của vùng sinh thái "Lãnh nguyên Quần đảo Nam Ấn Độ Dương" bao gồm một số đảo Cận Nam Cực. Trong khí hậu lạnh của quần đảo, các loại thực vật chủ yếu là cỏ, rêu và địa y, tuy nhiên quần đảo cũng có một loài bản địa là cải bắp Kerguelen, một loài có thể ăn được và là một nguồn vitamin C cho các thủy thủ trước đây. Loài rau này luôn được phục vụ cùng với thịt bò muối. Các loài động vật bản địa chủ yếu là côn trùng cùng với một số lượng lớn chim biển, hải cẩu và chim cánh cụt.
Động vật hoang dã trên đảo đặc biệt dễ bị tổn thương khi xuất hiện các loài ngoại lai và một trong những vấn đề cụ thể là mèo. Đảo chính là nơi sinh sống của các cá thể méo hoang có nguồn gốc từ những chú mèo trên các tàu thuyền. Chúng sống sót nhờ các loài chim biển và thỏ hoang được đưa đến đảo. Ngoài ra, còn có các cá thể cừu và tuần lộc.